# Тройський замок

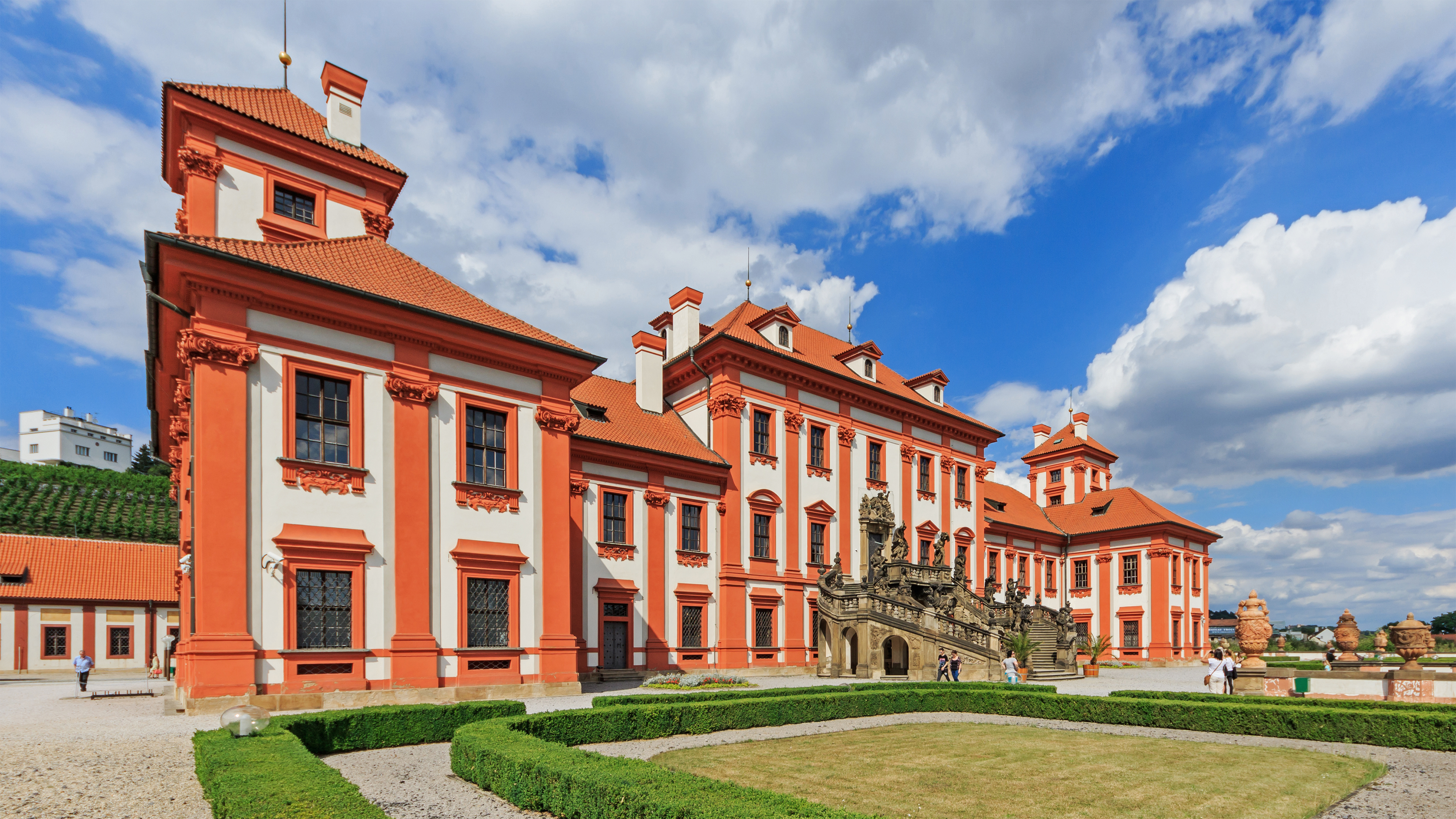
Садовий фасад замку

Тройський замок , іноді Замок Троя (ческ. Trojský zámek) — замок-палац в передмісті столиці Чехії Празі кінця 17 століття. Побудований в добу бароко.

## Архітектор і побудова замку
Архітектором Тройського замку був француз з Бургундії Жан Батист Матеі.
В самій Празі Матеі побудував величний костел Св. Франциска Серафімського за власним планом. Навіть в Празі, де багато барокових церков, ця особлива і за планом, і за монолитним, пласким фасадом, прикрашеним сильно винесеним розірваним фронтоном. В центрі розриву велике вікно, яке за розмірами дорівнює порталу костела. Цим виразним оздобам підкорені всі інші — і руст, і невеличкі бічні вікна, і ніші зі скульптурами.
Заміський замок-палац Матеі замовила родина графів Штернберг. Будова тривала з 1679 по 1791 р. Це перший заміський палац у Празі доби бароко.    Дві башти на бічних корпусах тільки трішки перевищіли високий дах центральної частини який домінує у будівлі. Оздоби фасадів дуже стримані. В теперішньому стані їх виразність підсилена контрастною розфарбовкою червоним на білому.
Найбільш бароковою оздобою замку стали сходинки садового фасаду, над якими працювали брати Герман з Дрездена.
Біля замку стриманий сад бароко  без квітників, прикрашений лише фонтанами. Приміщення палацу використовують як галерею картин художників Чехії 19 століття. Інші зали віддані під музей вина.